# Michala Petri
Michala Petri (Copenhague, Dinamarca, 7 de juliol de 1958) és una flautista danesa, virtuosa de la flauta dolça. És filla del pianista danèés Hanne Petri i la violinista Kanny Sambleben. Petri ha estat solista en moltes orquestres destacades, como l'orquestra de cambra anglesa Academy of Saint Martin in the Fields; la seva carrera com solista va començar el 1969. L'any 2000 va obtenir el Premi musical Léonie Sonning.

## Biografia
Petri, que va començar a tocar la flauta dolce als tres anys, destaca pel seu virtuosisme i versatilitat en una àmplia gamma d'estils, des del repertori de la barroc de l'altura de la popularitat de l'instrument fins a obres contemporànies escrites especialment. per ella. Va tocar per primera vegada a la ràdio danesa als cinc anys, i la seva primera actuació com a solista va ser a la sala de concerts Tivoli de Copenhaguen el 1969 quan tenia 11 anys. Ha interpretat l'estrena de desenes d'obres, de Malcolm Arnold, Gordon Jacob i Richard Harvey, així com Daniel Börtz, Erik Haumann, Hans Kunstovny, Erling Bjerno, Thomas Koppel, Ove Benzen, Vagn Holmboe, Piers Hellawell, Gary Kulesha, Asger Lund Christiansen, Egil Harder, Michael Berkeley, Butch Lacy, Miklos Maros, Ezra Laderman, Jens Bjerre, Henning Christiansen, Niels Viggo Bentzon, Axel Borup Jørgensen, i Gunnar Berg. Va interpretar Csardas de Vittorio Monti amb el còmic-pianista Victor Borge en el seu vuitanta aniversari. Va dir que, amb diferència, va ser, el repte més difícil de la seva carrera professional.
Es va casar amb el guitarrista i llaütista Lars Hannibal el 1992. Tot i que es van divorciar el 2010, encara actuen junts i han donat més de 1.500 concerts i han realitzat nombrosos enregistraments. Junts van fundar la discogràfica OUR Recordings. Petri s'ha interessat particularment en la combinació de flauta dulce i guitarra, col·laborant amb guitarristes com Göran Söllscher, Kazuhito Yamashita i Manuel Barrueco. Una col·laboració notable seva van ser dos àlbums de sonates de Bach i Händel, amb Keith Jarrett al clavicèmbal; també ha gravat amb la London Philharmonic Orchestra, la English Chamber Orchestra i Pinchas Zukerman, entre molts altres.
Petri va estudiar amb Ferdinand Conrad a la "Staatliche Hochschule für Musik und Theatre" de Hannover, en part perquè encara era massa jove per convertir-se en estudiant a temps complet a Dinamarca. Va donar un recital de debut per a la ràdio de la BBC el març de 1976, i la BBC va publicar un recital gravat el 1977. La nota de Leo Black per a aquesta gravació comenta: "Un s'adona del que pot passar quan un gran talent comença prou jove". La seva mare és Hanne Petri, que va estudiar a la Acadèmia Reial Danesa de Música, i el seu germà, David Petri, va guanyar el "Premi Jove Músic de l'Any" danès el 1978. És violoncel·lista. Tots dos han gravat amb Michala com a The Petri Trio (o Michala Trio).
El 1979 va començar un contracte de gravació exclusiu amb "Philips Records" que va durar fins al 1987; actualment està gravant amb el segell "RCA Red Seal".

## Discografia parcial
- Michala Petri Recorder Recital, BBC Records (1977). Obres de van Eyck, Castello, Telemann, Heberle i Berio.
- Los Angeles Street Concerto - Petri toca Koppel[2]
- Souvenir amb Lars Hannibal
- Moonchild's Dream amb la English Chamber Orchestra
- Scandinavian Moods amb la London Philharmonic Orchestra
- The Ultimate Recorder Collection amb els de dalt, The Westminster Abbey Choir, Keith Jarrett i Moscow Virtuoso (en cançons separades)
- Grieg Holberg Suite, Melody & Dances amb l'Orquestra de Cambra Anglesa
- Greensleeves amb Hanne i David Petri
- Bach: Sonates per a flauta (1992) tocat a la flauta de bec amb Keith Jarrett al clavicèmbal
- Bach: Sonates per a flauta (2019) tocat a la flauta de bec amb Mahan Esfahani al clavicèmbal i Hille Perl a la viola de gamba.

## Premis
- Tagea Brandt Rejselegat (1981)
- Cavaller - Ordre dels Dannebrog 1995
- Léonie Sonning Music Prize 2000, va ser la tercera danesa a guanyar aquest premi, després de Mogens Wöldike (1976) i Per Nørgård (1996)[3]
- Deutscher Schallplattenpreis 1997
- Premi H.C. Lumbye 1998
- Wilhelm Hansen Music Prize 1998[4]